# Serendipita orliensis
Serendipita orliensis är en svampart som beskrevs av P. Roberts 1993. Serendipita orliensis ingår i släktet Serendipita, ordningen Auriculariales, klassen Agaricomycetes, divisionen basidiesvampar och riket svampar.   Inga underarter finns listade i Catalogue of Life.